# 上妻精
上妻 精（こうづま ただし、1930年10月31日 - 1997年6月26日）は、日本の哲学研究者、東北大学名誉教授。ヘーゲルを専門とした。

## 経歴
1930年、愛知県名古屋市生まれ。旧制水戸高等学校1年修了。東京大学文学部倫理学科で学び、指導教官は金子武蔵であった。学科の同期には評論家の俵孝太郎、思想の科学研究会会長代行の後藤宏行、東京大学教授の谷嶋喬四郎、山口大学教授の山田洸がいた。1953年、東京大学文学部を卒業し、同大学大学院に進む。1960年、同大学院博士課程を中退。
卒業後は東邦大学助教授となった。1965年、成蹊大学助教授。1970年に教授昇進。1985年、東北大学文学部教授となった。1993年、東北大学を定年退官し、名誉教授となった。その後は共立女子大学教授として教鞭をとったが、在職中に死去した。

## 著作

### 共著
- 哲学の名著12選、学陽書房、1972年

　（古田光、廣川洋一、中野幸次、竹田篤司、上妻精、飯島宗享、城塚登、岩永達郎、新田義弘、市倉宏祐による共編著）
- 『ヘーゲル 法の哲学』、小林靖昌・高柳良治共著、有斐閣新書・古典入門、1980年11月

### 翻訳
- 『ニーチェ全集 第1巻 古典ギリシアの精神』、戸塚七郎・泉治典共訳、理想社 1963年 / ちくま学芸文庫 1994年
- ヘーゲル『政治論文集』、金子武蔵共訳、岩波文庫（上下） 1967年。主に下巻を担当、度々復刊。
- W.マルクス『ヘーゲルの『精神現象学』、「序文」および「緒論」における『精神現象学』の理念の規定』 理想社 、1981年
- アレクサンドル・コジェーヴ『ヘーゲル読解入門 『精神現象学』を読む』、今野雅方共訳、国文社、1987年
- 『ヘーゲル 教育論集』 国文社<アウロラ叢書>、1988年
- ヘーゲル『信仰と知』 岩波書店、1993年
- ハンス・フリードリッヒ・フルダ『カントとヘーゲル 形而上学と弁証法』 晃洋書房、1994年
- ウェルナー・マルクス『地上に尺度はあるか 非形而上学的倫理の根本諸規定』、米田美智子共訳、未來社、1994年 (ポイエーシス叢書)
- ヘーゲル『人倫の体系』 以文社、1996年
- 『ヤスパース選集 34 真理について4』、盛永審一郎共訳、理想社、1997年
- ヘーゲル『法の哲学 自然法と国家学の要綱』、佐藤康邦・山田忠彰共訳
  - 「ヘーゲル全集 9 a・b」岩波書店、2000-2001年 / 岩波文庫（上下）、2021年

## 参考
- 「上妻精先生年譜」 (追悼 上妻精先生) 『創文』1997-8